# Thích núi cao
Thích núi cao hay còn gọi phong Campbel, phong Phanxipan (danh pháp khoa học: Acer campbellii) là một loài thực vật có hoa trong họ Bồ hòn. Loài này được Hook.f. & Thomson ex Hiern mô tả khoa học đầu tiên năm 1875.